# Єгоричев Андрій Сергійович
Андрій Сергійович Єгоричев (рос. Андрей Сергеевич Егорычев, нар. 14 лютого 1993, Воронеж, Росія) — російський футболіст, півзахисник клубу «Урал».

## Ігрова кар'єра
Андрій Єгоричев тривалий час виступав на аматорському рівні та у нижчих дивізіонах чемпіонату Росії. Першим профечійним клубом у його кар'єрі був воронезький «Вибор-Курбатово», з яким футболіст дебютував у перших стадіях Кубку Росії. Один сезон Єгоричев провів у клубі Другої ліги «Носта» з Новотроїцька.
У грудні 2017 року Єгоричев перейшов у клуб Прем'єр-ліги «Урал». У вищому дивізіоні футболіст дебютував у березні 2018 року.